# Martin Heinrich Klaproth
Martin Heinrich Klaproth (Wernigerode, 1743. december 1. – Berlin, 1817. január 1.) német vegyész. Nagy eredményeket ért el az analitikai kémia és az ásványtan eljárásainak szisztematizálásában és javításában. Ő fedezte fel az uránt 1789-ben, a cirkóniumot szintén 1789-ben és a titánt bár William Gregor fedezte fel, de kutatta, majd ő nevezte el 1803-ban és megállapította, hogy ezek önálló elemek, de nem tudta előállítani ezeket tiszta fémes formájukban.

## Élete és munkássága
1743. december 1-jén született a német Wernigerode településen. Hosszú ideig gyógyszerészként dolgozott, míg 1787-ben kinevezték a porosz királyi tüzérség kémiatanárává. 1810-ben kémiaprofesszori státuszt kapott. Az új elemek felfedezésén kívül megállapította sok anyag addig pontatlanul ismert összetételét, többek közt újonnan felfedezett elemek, a tellúr, a stroncium, a cérium és a króm vegyületeinek összetételét is. 

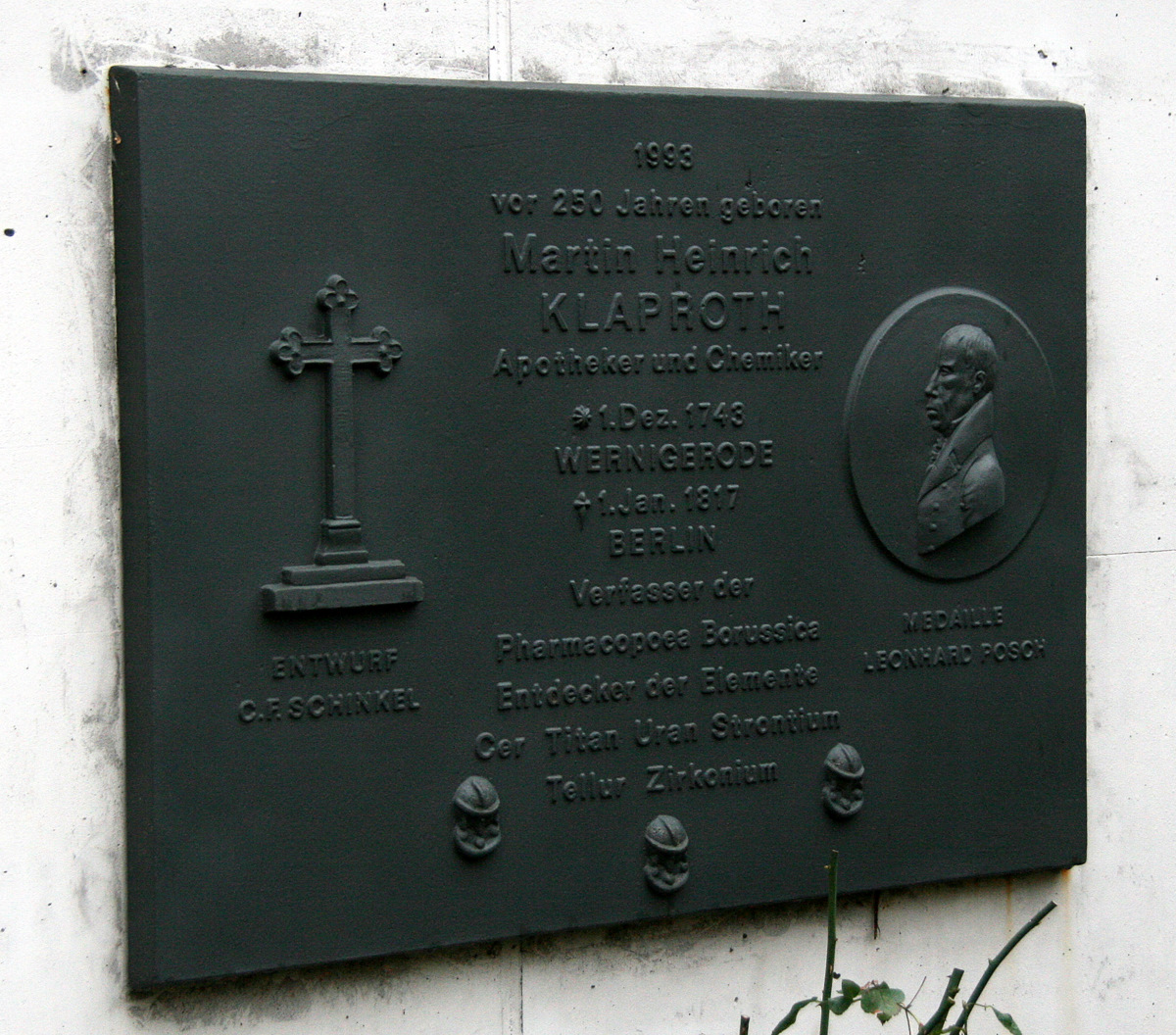
Emleklap a Dorotheenstädtischer Friedhof-on Berlinben

## Fordítás
- Ez a szócikk részben vagy egészben a Martin Heinrich Klaproth című angol Wikipédia-szócikk ezen változatának fordításán alapul.  Az eredeti cikk szerkesztőit annak laptörténete sorolja fel. Ez a jelzés csupán a megfogalmazás eredetét és a szerzői jogokat jelzi, nem szolgál a cikkben szereplő információk forrásmegjelöléseként.